# Pawel Alexejewitsch Nekrassow
Pawel Alexejewitsch Nekrassow, russisch Павел Алексеевич Некрасов, englische Transkription Pavel Alekseevich Nekrasov, (* 1. Februar 1853 im Gouvernement Rjasan; † 20. Dezember 1924 in Moskau) war ein russischer Mathematiker, der sich mit Wahrscheinlichkeitstheorie befasste.

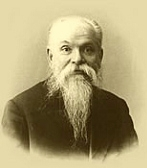
Pawel Alexejewitsch Nekrassow

## Leben
Nekrassow studierte am orthodoxen theologischen Seminar und ab 1874 an der Universität Moskau. Dort war er ein Schüler des Mathematikers Nikolai Wassiljewitsch Bugajew.  Mehrere Jahre nach seinem Abschluss wurde er dort 1885 Privatdozent (nachdem er im selben Jahr seinen russischen Doktortitel erhalten hatte, entsprechend einer Habilitation im Westen) und 1885 oder 1886 außerordentlicher Professor an der Universität Moskau (in der er schon seit 1883 war). 1890 erhielt er eine volle Professur. 1893 wurde er Rektor. Nach seiner Amtsperiode als Rektor wollte er eigentlich in den Ruhestand, was ihm aber nicht gestattet wurde. Er unterrichtete zusätzlich 1885 bis 1891 Wahrscheinlichkeitstheorie und höhere Mathematik am Moskauer Institut für Landvermessung. Ab 1898 war er fast nur noch mit Verwaltungsaufgaben für das Erziehungsministerium beschäftigt (er war Kurator der Universität und für die Schulen in Moskau und Umgebung zuständig) und zog 1905 nach Sankt Petersburg als Mitglied des Rates des Erziehungsministeriums. Nach der russischen Revolution versuchte er sich den neuen Machthabern anzupassen, befasste sich mit mathematischer Ökonomie (worüber er 1918/19 Vorlesungen hielt) und studierte den Marxismus. Er starb 1924 an Lungenentzündung. Seine Annäherung an den Marxismus brachte ihm allerdings keine Anerkennung, er war mit einigen seiner Schriften im Gegenteil nach seinem Tod ein Hauptziel von Angriffen gegen religiös beeinflusste Mathematiker, die später in der Verhaftung von Jegorow und der Lusin-Affäre gipfelten.
1891 wurde er Vizepräsident der Moskauer Mathematischen Gesellschaft und war 1903 bis 1905 deren Präsident. 1891 bis 1894 war er Vizepräsident der Gesellschaft der Freunde der Naturwissenschaften in Moskau.
Er befasste sich mit Algebra, Analysis, Mechanik und Wahrscheinlichkeitstheorie. Auf letzterem Gebiet leistete er wesentliche Beiträge, die aber zu seiner Zeit von Andrei Markow und Alexander Michailowitsch Ljapunow kritisiert wurden, da er sie nicht in zufriedenstellender Form präsentieren konnte, und auch später geriet er in Vergessenheit. Markow und Ljapunow werden heute meist als Vertreter der St. Petersburger Schule (begründet von Tschebyschow) genannt, wenn es um die Frage der ersten mathematisch strengen Behandlung des Zentralen Grenzwertsatzes geht, wobei die Diskussion und Auseinandersetzung mit Nekrassow eine bedeutende Rolle spielte (vor allem ein Aufsatz von 1898). Er nahm aber in seinen Arbeiten Resultate vorher, die erst fünfzig Jahre später wieder in der mathematischen Literatur auftauchten. Die Arbeiten von 1900 bis 1902 (in Matematichesky Sbornik), in der er die Aussagen seines Aufsatzes von 1898 näher ausführt und die über 1000 Seiten umfassen, sind aber nach E. Seneta (1984) so unklar und unsystematisch präsentiert, dass sie die Lektüre sehr erschweren.
Die Auseinandersetzung zwischen Nekrassow und Markow sehen Loren Graham und Jean-Michel Kantor als Ausdruck der Auseinandersetzung der liberal-säkularen, regierungskritischen Denkweise der St. Petersburger Schule (Markow, der Atheist war) mit der konservativen, der orthodoxen Kirche verhafteten Denkweise von Nekrassow in Moskau. Nach Graham und Kantor vermischte er auch philosophische und religiöse Überlegungen mit seinen mathematischen Arbeiten, und sein Konzept der statistischen Unabhängigkeit von Zufallsvariablen war direkt mit seiner philosophischen Besorgnis zur Existenz des freien Willens verknüpft. Markow war davon abgestoßen und änderte sogar seine Forschungsrichtung, um Nekrasow zu widerlegen (nach Markow ist statistische Unabhängigkeit keine Voraussetzung der Gültigkeit des Gesetzes der großen Zahlen, es gilt auch für abhängige Variable, was ihn zur Betrachtung von Markow-Ketten führte).
Er war ein Vorreiter in der Auswertung von Integralen von Exponentialfunktionen im Komplexen mit der Sattelpunktmethode und er schrieb 1885 eine Arbeit über die Konvergenz des Gauß-Seidel-Verfahrens.
Zu seinen Schülern gehörte der Statistiker Alexander Iwanowitsch Tschuprow, der bei  ihm promovierte.

## Schriften
- Bestimmung von Unbekannten mit der Methode kleinster Quadrate (Russisch),  Matematichesky Sbornik, Band 12, 1885, S. 189–204
- Die Lagrange-Reihe und Näherungen für Funktionen für sehr große Zahlen (Russisch),  Matematichesky Sbornik, Band 12, 1885, S. 12:49–188, 315–376, 483–578, 643–724
- Die allgemeinen Eigenschaften Massen-unabhängiger Phänomene in Verbindung mit der angenäherten Berechnung von Funktionen für sehr große Zahlen (Russisch), Matematichesky Sbornik, Band 20, 1898, S. 431–442
- Wahrscheinlichkeitstheorie (Russisch), Universität Moskau 1896, 2. Auflage St. Petersburg 1912
- The theory of probability : central limit theorem, method of least squares, reactionary views, teaching of probability theory, further developments (O. B. Sheynin Hrsg.), Berlin, NG-Verlag 2004
- P. A. Nekrassoff: Analytische Forschungen zu einem Fall der Rotation eines schweren Festkörpers um einen festen Punkt. In: Mathematische Annalen. Band 47, 1896 (französisch, eudml.org – Originaltitel: Recherches analytiques sur un cas de rotation d’un solide pesant autor d’un point fixe. siehe Hesssches Pendel).